# Lissabon Humberto Delgado Lufthavn
Lissabon Humberto Delgado Lufthavn (IATA: LIS, ICAO: LPPT), er en international lufthavn placeret 7 km nord for centrum af Portugals hovedstad Lissabon. Lufthavnen blev indviet i 1942 og i 2010 ekspederede den 14.805.624 passagerer og 143.331 flybevægelser, hvilket gør den til landets største foran Faro Lufthavn.

## Historie
Lufthavnen blev indviet 15. oktober 1942. Selvom Portugal var neutral under 2. verdenskrig, blev lufthavnen brugt af De Allieredes fly på vej til Gibraltar, Nordafrika og Kairo. Efter krigens afslutning skete en stor udvikling i trafiktallene, og store selskaber som Air France, British Airways, Pan Am, KLM m.fl. havde afgange fra Lissabon. I 1954 nåede man at ekspedere over 100.000 passagerer fra lufthavnen.